# Модест Каринтийский
Модест (лат. Modestus; ок. 720 — ок. 772) — ирландский монах, «апостол» (просветитель) Каринтии. Дни памяти — 5 февраля, 27 ноября.
Св. Модест, именуемый апостолом Каринтии, иначе — Карантании (Carantania), скорее всего был ирландским монахом, просвещавшим альпийских славян, живших на юге совр. Австрии и на северо-востоке совр. Словении.
По просьбе тамошнего принца Хейтмара (Cheitmar), иначе Хотимира св. Модест, будучи хорепископом, занимался просвещением тех краёв под руководством св. Виргилия Зальцбургского ок. 755 года вместе с четырьмя священниками, диаконом и «иным клиром». Согласно источникам, он воздвиг три храма:
- «ad Udrimas», вероятно, в районе Юденбурга (современная Штирия),
- в Либурнии, на территории тогдашней епархии Теурния, нынешний Санкт-Петер-ин-Хольц (Sankt Peter in Holz), неподалёку от Шпитталь ан дер Драу,
- храм Пресвятой Богородицы в неизвестном месте, скорее всего, в районе Карнбурга (иначе Крнски град), где впоследствии возник Мариа-Заль на равнине Цолльфельд.

Точная дата кончины св. Модеста неизвестна. Считается, что его могила находится в современной готической церкви Мариа-заль, построенной шестью веками позже. Миссионерские деяния св. Модеста описаны в «Обращении баваров и хорутан» (лат. Conversio Bagoariorum et Carantanorum), написанного в Зальцбурге ок. 870 года в качестве меморандума архиепископов зальцбургских во время слушаний при дворе императора Людовика Германского против св. Мефодия, апостола славян в Паннонии и Моравии, происходившем в Ратисбоне. В этом документе архиепископия зальцбургская подчёркивает заслуги св. Модеста в деле обращения славян.